# Relaciones México-Panamá
Los Estados Unidos Mexicanos y la República de Panamá establecieron relaciones diplomáticas en 1904. Ambas naciones son miembros de la Asociación de Estados del Caribe, Comunidad de Estados Latinoamericanos y del Caribe, Naciones Unidas, Organización de Estados Americanos y la Organización de Estados Iberoamericanos.

## Historia
México y Panamá comparten una historia común en el hecho de que ambas naciones fueron colonizadas por el imperio español. En 1821 ambas naciones obtuvieron la independencia de España y Panamá se convirtió parte de la Gran Colombia. En 1831, la Gran Colombia se disolvió en tres naciones separadas (Colombia, Ecuador y Venezuela) y Panamá quedó como parte de Colombia. 
En 1856, México abrió una oficina consular en la Ciudad de Panamá que estaba bajo la administración de la Legación Mexicana en Bogotá. En 1899, Colombia y Panamá estaban involucrados en una guerra política interna conocida como la Guerra de los Mil Días que duró hasta 1902. Los Estados Unidos aprovecheo de la guerra para construir el Canal de Panamá y cuando Colombia se negó a ratificar el Tratado Herrán-Hay; los Estados Unidos patrocino una rebelión por la separación de Panamá de Colombia. El 3 de noviembre de 1903 Panamá se convirtió en una nación independiente. México y Panamá establecieron relaciones diplomáticas el 1 de marzo de 1904.
En 1956, el presidente mexicano Adolfo Ruiz Cortines realizó una visita a Panamá, la primera de un jefe de Estado mexicano. En 1969, el presidente panameño Omar Torrijos Herrera realizó una visita a México. Se realizarían varias visitas de alto nivel entre líderes de ambas naciones.
Durante la década de 1970, México se convirtió en un apoyo vocal para el diálogo entre Panamá y los Estados Unidos para el eventual control panameño del Canal de Panamá. En 1977, Panamá y Estados Unidos firmaron el Tratado Torrijos-Carter, dando a Panamá el control eventual del canal en diciembre de 1999. Durante los años ochenta, los ministros de Relaciones Exteriores de Colombia, México, Panamá y Venezuela crearon el Grupo Contadora para intentar diplomáticamente a resolver la crisis que afrontaban muchas naciones centroamericanas en ese momento.
En 1989, México y Panamá retiraron a sus respectivos embajadores tras las acusaciones de los Estados Unidos y la comunidad internacional de que el expresidente panameño Manuel Noriega estaba involucrado en el lavado de dinero y no fue elegido democráticamente. En diciembre de 1989, los Estados Unidos invadió Panamá y destituyó a Noriega del poder. En septiembre de 1992, México y Panamá restablecieron relaciones diplomáticas.
El 31 de diciembre de 1999, el presidente mexicano Ernesto Zedillo se unió a la presidenta panameña Mireya Moscoso y otros líderes mundiales en la transferencia de la Zona del Canal al control panameño.
En marzo de 2024, ambas naciones celebraron 120 años de relaciones diplomáticas. En noviembre de 2024, la presidenta Claudia Sheinbaum tuvo una breve escala en Panamá en una conexión de su vuelo comercial hacia Brasil. En Panamá, la presidenta se reunió con el canciller Javier Martínez-Acha Vásquez.

## Visitas de alto nivel

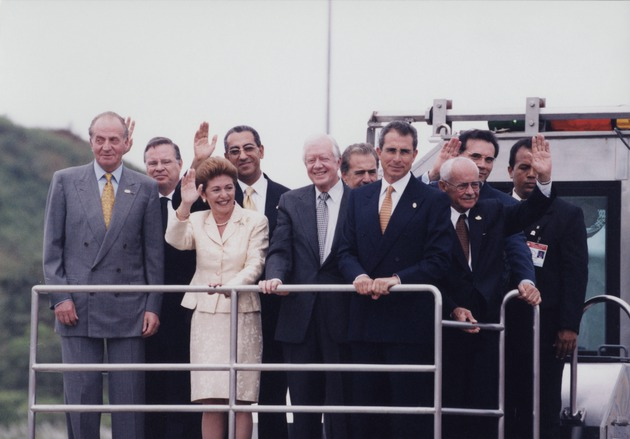
La presidenta Mireya Moscoso y el presidente Ernesto Zedillo en la ceremonia protocolar de entrega del canal al control total panameño; diciembre de 1999.

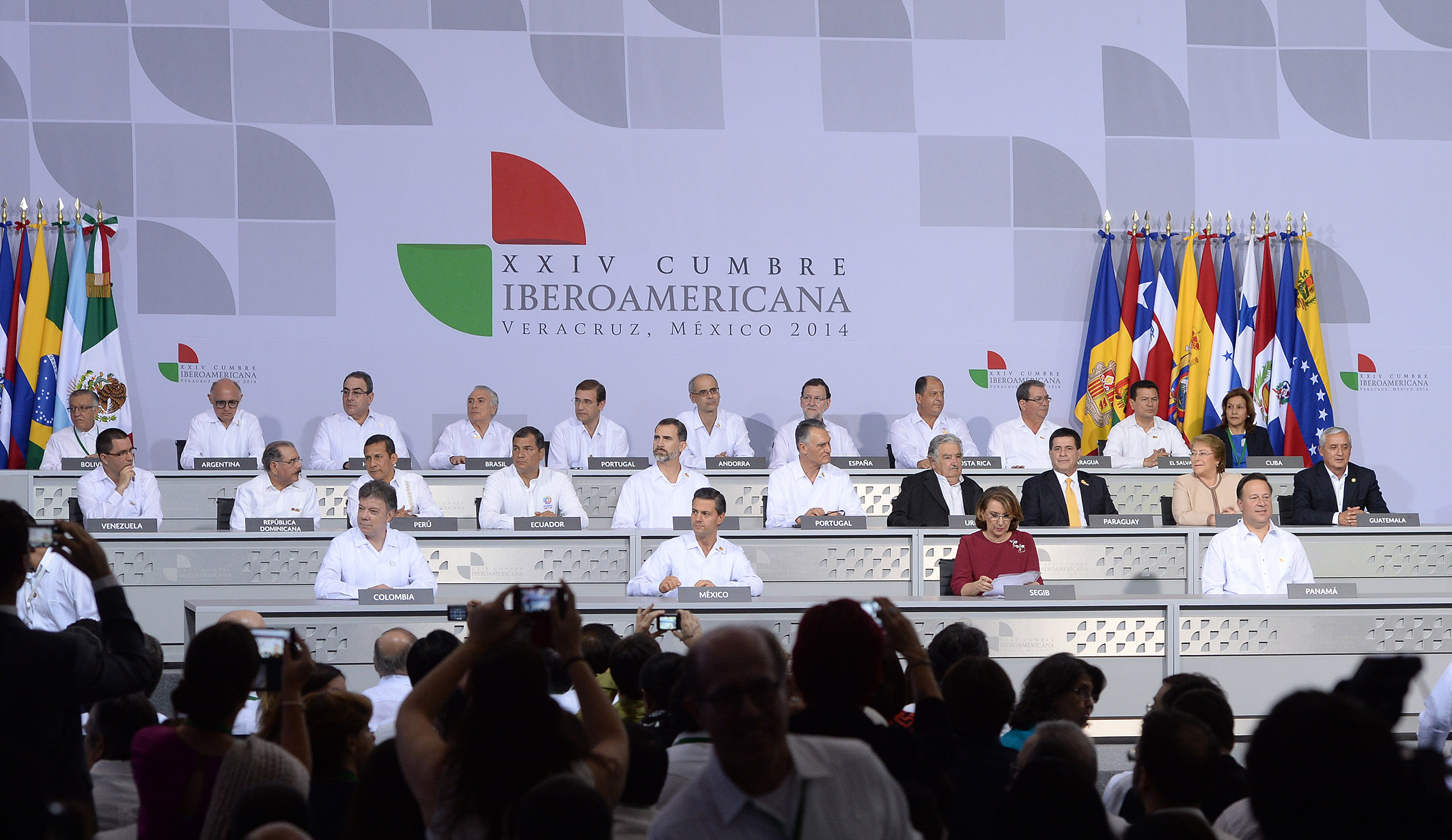
El presidente panameño Juan Carlos Varela y el presidente mexicano Enrique Peña Nieto asistiendo a la Cumbre Iberoamericana en la Ciudad de Veracruz, México; 2014.

Visitas presidenciales de México a Panamá
- Presidente Adolfo Ruiz Cortines (1956)
- Presidente Gustavo Díaz Ordaz (1966)
- Presidente José López Portillo (1978)
- Presidente Miguel de la Madrid (1984)
- Presidente Carlos Salinas de Gortari (1994)
- Presidente Ernesto Zedillo (1996, 1998, 1999)
- Presidente Vicente Fox (2001, 2004, 2005, 2006)
- Presidente Felipe Calderón (2008, enero y junio de 2009)
- Presidente Enrique Peña Nieto (2013, 2015)
- Presidenta Claudia Sheinbaum (2024)

Visitas presidenciales de Panamá a México
- Presidente Omar Torrijos Herrera (1969, 1975)
- Presidente Demetrio Basilio Lakas (1971)
- Presidente Arístides Royo (1981)
- Presidente Ricardo de la Espriella (1982)
- Presidente Nicolás Ardito Barletta (1985)
- Presidente Eric Arturo Delvalle (1987)
- Presidente Guillermo Endara (1991, 1992)
- Presidente Ernesto Pérez Balladares (1994, 1997)
- Presidente Mireya Moscoso (2000, 2001, 2002, 2004)
- Presidente Martín Torrijos Espino (2006, 2007)
- Presidente Ricardo Martinelli (2014)
- Presidente Juan Carlos Varela (2014, 2015, 2016)
- Presidente Laurentino Cortizo (2019)

## Acuerdos bilaterales
Ambas naciones han firmado varios acuerdos bilaterales, como un Acuerdo de Asistencia Consular (1928); Tratado sobre la ejecución de sentencias penales (1979); Acuerdo para Combatir el Narcotráfico y la Farmacodependencia (1995); Acuerdo sobre transporte aéreo (1996); Acuerdo de Cooperación Técnica y Científica (1996); Tratado sobre asistencia judicial recíproca en materia penal (1997); Acuerdo de Cooperación Educativa y Cultural (1997); Acuerdo de Cooperación Turística (2000); Acuerdo de cooperación mutua en el intercambio de información sobre transacciones financieras realizadas a través de instituciones financieras para prevenir, detectar y combatir operaciones de origen ilegal o lavado de dinero (2002); Tratado de extradición (2004) y un Acuerdo para evitar la doble imposición y prevenir la evasión fiscal en el impuesto sobre la renta (2010).

## Transporte
Hay vuelos directos entre ambas naciones con Copa Airlines.

## Relaciones comerciales

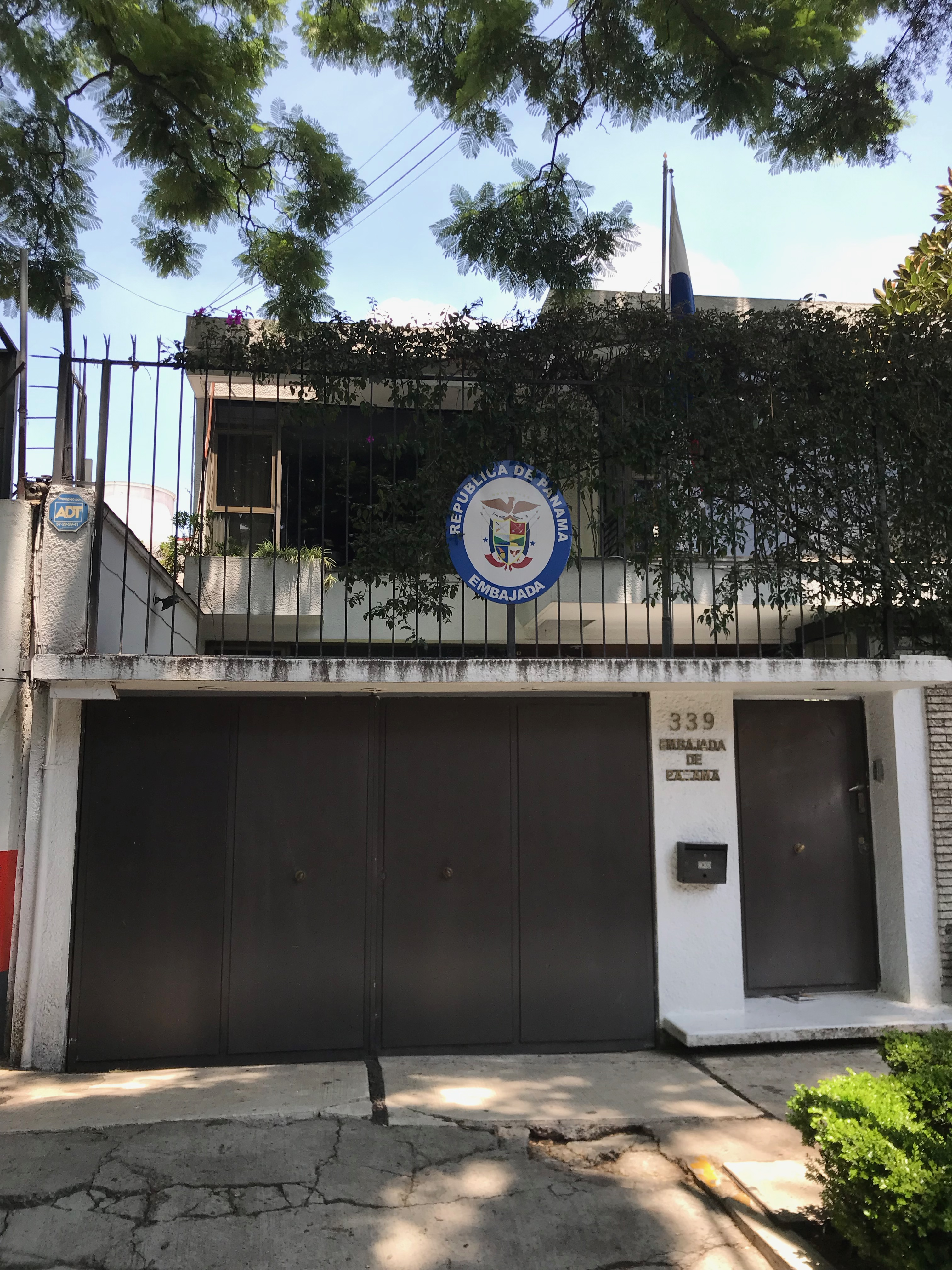
Embajada de Panamá en la Ciudad de México

En abril de 2014, ambas naciones firmaron un Tratado de Libre Comercio. En 2023, el comercio bilateral entre ambas naciones ascendió a $1.9 mil millones de dólares. Las principales exportaciones de México a Panamá incluyen: electrónica doméstica, acero, aleaciones de cobre y piezas de construcción, vehículos de motor, alcohol y aceite de petróleo. Las principales exportaciones de Panamá a México incluyen: aceite de palma, productos químicos, piezas de maquinaria, pescado y carne, y aceites esenciales para la industria del perfume.
Varias compañías multinacionales mexicanas como América Móvil, Cemex, Grupo Bimbo y Gruma (entre otras) operan en Panamá.

## Misiones diplomáticas residentes
- México tiene una embajada en la Ciudad de Panamá.[9]
- Panamá tiene una embajada en la Ciudad de México y un consulado-general en Veracruz.[10]